# Lễ Thăm viếng (Ki-tô giáo)

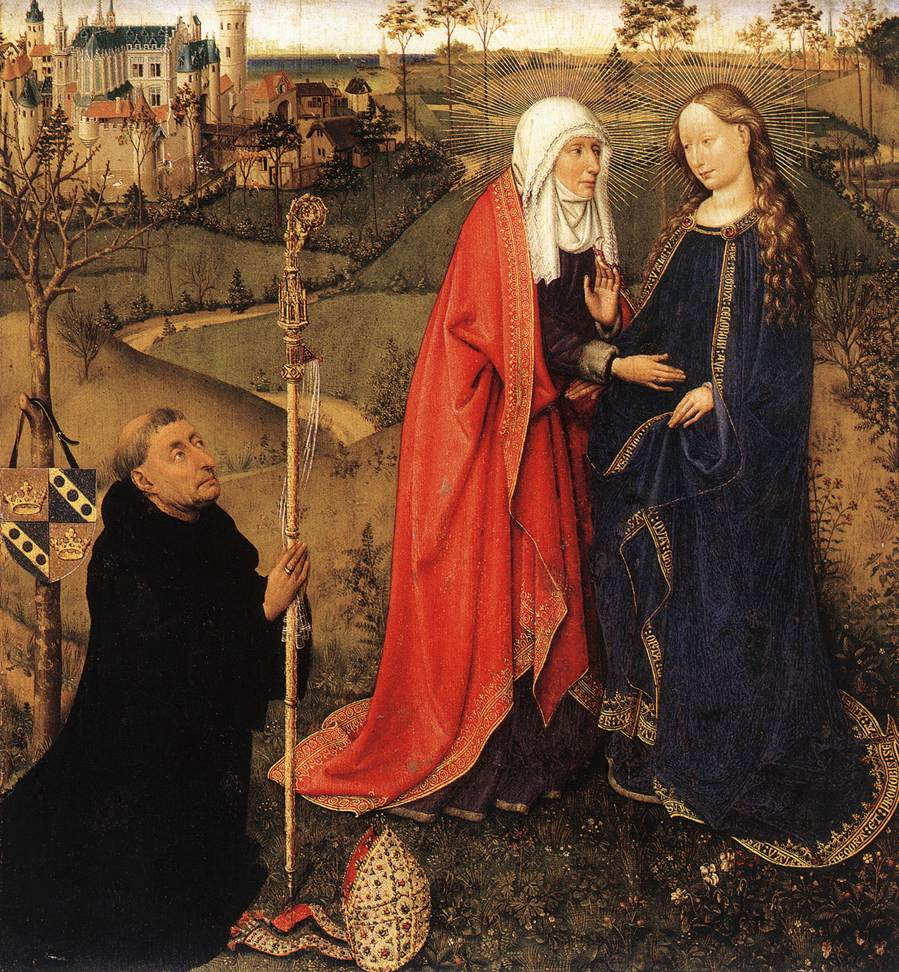
"Thăm Viếng (St Vaast Altarpiece) bởi Jacques Daret, khoảng 1435 (Staatliche Museen, Berlin)

Thăm Viếng là chuyến thăm của Maria với Elizabeth như được ghi lại trong Tin Mừng Thánh Luca, Luca 1:39-56. Nó cũng là tên của một ngày lễ mà các Kitô hữu dùng để kỷ niệm chuyến viếng thăm này. Lễ này được tổ chức vào ngày 31 tháng 5 tại Giáo hội Tây phương (02 tháng bảy trong lịch ở giai đoạn 1263-1969) và 30 tháng 3 tại Giáo hội Đông phương.
Theo Luca 1:36, sứ thần Gabrien khi truyền tin đã nói với Đức Maria: " Kìa bà Êlisabét, người họ hàng với bà, tuy già rồi, mà cũng đang cưu mang một người con trai: bà ấy vẫn bị mang tiếng là hiếm hoi, mà nay đã có thai được sáu tháng". Ngay sau đó, bà Maria "lên đường vội vã, đến miền núi, vào một thành thuộc chi tộc Giuđa. Bà vào nhà ông Dacaria và chào hỏi bà Êlisabét". (Luca 1:39-40).
Vị trí căn nhà của bà Êlisabét đã được các tác giả xác định. Quan điểm thứ nhất cho rằng nó ở Machaerus, khoảng 10 dặm về hướng đông Biển Chết;ở Hêbron; ở thành Jutta xưa cách Hêbron khoảng 7 dặm về phía Nam; ở Ain Karim, ở St.Gioan trên núi các Jêrusalem gần 4 dặm về phía Tây. Theo truyền thống thì lúc Maria đến viếng thăm, bà Êlisabét sống ở một ngôi nhà cách thành phố khoảng 10 phút đi đường. Năm 1861, Nhà thờ Thăm Viếng được xây dựng trên nền móng cũ ở đây.
Cũng chính trong chuyến viếng thăm mà bà Êlisabét đã chúc tụng Maria là "Bởi đâu tôi được mẹ Chúa tôi đến với tôi thế này". Còn Maria thì đáp lại bằng Bài ca Ngợi Khen.
Lễ thăm viếng đã được điều 43 của CÔng đồng Bâle (năm 1441) đặt vào ngày 2 tháng 7, ngày tiếp theo Tuần bát nhật lễ Thánh Gioan Tẩy Giả. Đến thế kỷ XII, lễ này mới được chính thức đề cập đến và được dduwa vào phụng vụ do ảnh hưởng của các tu sĩ Phanxicô. Năm 1389, Lễ này được thiết lập bởi Giáo hoàng Urbanô VI.